# Archanara alameda
Archanara alameda là một loài bướm đêm trong họ Noctuidae.